# Édit
Pour l'éditeur de texte de MS-DOS, voir EDIT.

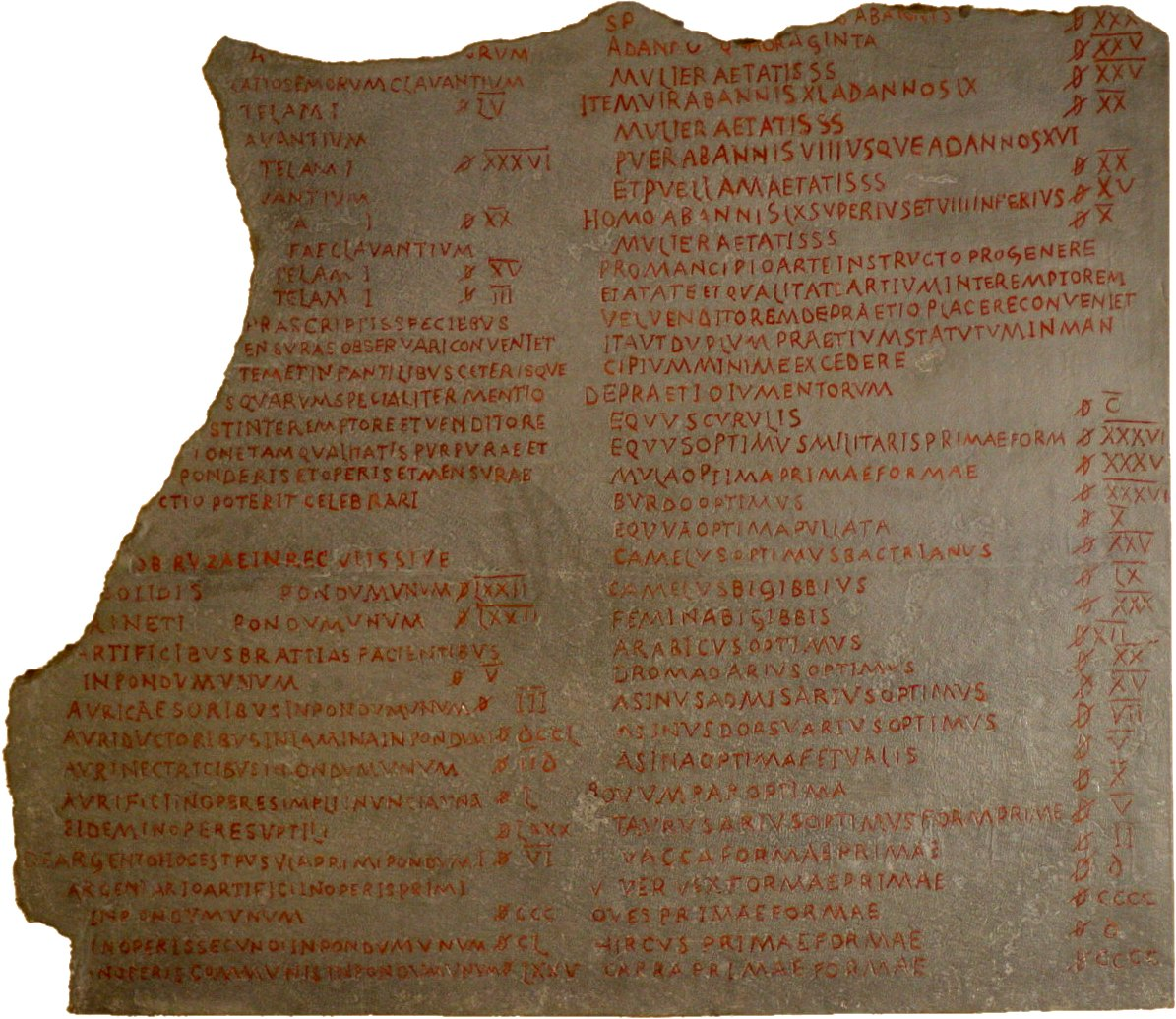
Copie d'un fragment de l'Édit du Maximum de l'empereur romain Dioclétien (301).

Un édit, du latin edictum, peut signifier :

## Droit pharaonique
Dans l'Égypte antique sous le pouvoir royal des pharaons, un édit est un décret royal ou ordre royal (oudj nesou).

## Droit romain
Dans la Rome antique, un édit est un acte officiel émanant d'une autorité. Le plus célèbre fut l'édit de Caracalla, permettant la citoyenneté à tous les hommes libres de la cité (non esclaves).
On rencontre ainsi des édits émanant du sénat romain, et sous la République des magistrats qui disposent du ius edicendi, à savoir des consuls, des proconsuls, du dictateur et de chefs militaires, des censeurs, des préteurs urbain et pérégrin, des tribuns de la plèbe, des édiles curules. Sous l'Empire, peuvent émettre des édits en plus de l'empereur et du Sénat les préfets de Rome, les préfets du prétoire, des duumvirs, des quattuorvirs, les gouverneurs de province. 
Plus spécialement, on appelle édit du préteur l'acte par lequel les préteurs définissaient les règles à mettre en vigueur pendant sa magistrature. Ces édits avaient force de loi aussi longtemps qu'ils gardaient leur poste. 
Les édits des préteurs furent compilés sous Hadrien en 131 par Salvius Julianus pour servir de règle à l'avenir, d'où son nom d'édit perpétuel. Il en resta des fragments.

## Moyen Âge et Ancien Régime en France
Au Moyen Âge et sous l'Ancien Régime, un édit royal est un acte législatif du souverain, qui se distingue de l'ordonnance par le fait qu'il ne porte que sur un sujet. Il peut ne concerner qu'un groupe de personnes ou qu'une province.
Les édits étaient datés du mois et de l'année (et non du jour) auxquels ils étaient établis. Ils étaient scellés du sceau de cire verte avec des lacs de soie verte et rouge.

## Droit tibétain
Au Tibet, les dzongpön avaient, parmi leurs fonctions, celle de lire et faire connaître au peuple tibétain les édits du gouvernement tibétain  concernant divers sujets dont l'interdiction de chasser les animaux sauvages. Chaque année, des édits d’environ 45 lignes étaient copiés par des clercs du gouvernement avant d’être expédiés dans tous les dzong du Tibet. Le jour suivant leur réception, le dzongpön rassemblait la population et lisait à haute voix l’édit, avertissant que seraient punis ceux qui le violeraient. Le fonctionnaire affichait ensuite le document. Après son départ, tout le monde se rassemblait autour du décret, pour le lire ou le toucher, et recevoir les bénédictions du dalaï-lama. Des décrets concernant la protection des animaux et de l'environnement remontent au 5e dalaï-lama, en 1642, date après laquelle les édits furent émis annuellement.